# Собор Святого Иоанна (Альбукерке)
Собор Святого Иоанна (англ. Cathedral Church of St. John) — кафедральная церковь епископальной епархии Рио-Гранде в городе Альбукерке, в штате Нью-Мексико, США. 19 октября 2018 года здание было включено в Национальный реестр исторических мест США.

## История
Церковь Святого Иоанна была основана в 1882 году. Земля под строительство храма на углу 4-й улицы и Сильвер-авеню была куплена за пять тысяч долларов . Неоготическое здание первой церкви было построено из красного аризонского песчаника и кирпича с угловой колокольней. Первую службу в храме провёл епископ Джордж Келли Дэнлоп в ноябре 1882 года. На ней присутствовало тридцать три человека. Церковь имела свой приходской совет. В 1920 году ей на год присвоили статус собора Миссионерского округа Нью-Мексико и Юго-Западного Техаса. Через три года статус кафедральной церкви был утверждён за храмом окончательно.
Деканом Генри О'Мэлли было собрано двадцать пять тысяч долларов для строительства дома притча, в котором должны были разместиться администрации прихода и миссионерского округа. Дом притча был спроектирован архитектором Джоном Гоу Мимом из Санта-Фе. Краеугольный камень здания был заложен в пасхальное воскресенье 1930 года. Мим был нанят и в 1950 году для проектирования нового собора, который должен был заменить старую церковь. Архитектор сохранил передний и боковой входы и колокольню старой церкви, добавив при этом гораздо больший неф, выполненный также в неоготическом стиле с использованием кирпича и мелиорированного камня. Закладка фундамента храма состоялась на следующий день после Пасхи, 26 марта 1951 года, а первое богослужение в новом соборе состоялось 5 октября 1952 года. Храм был освящен 11 ноября 1952 года.

### Рукоположение женщины
В октябре 2021 года в стенах храма местным движением за ординацию женщин была рукоположена в священники католичка Анна Тропеано. Среди прихожан она больше известна под именем «отец Анна». Сразу после рукоположения женщина была отлучена от Римско-католической церкви, священство которой состоит исключительно из мужчин.

### Статус памятника истории
19 октября 2018 года собор Святого Иоанна в Альбукерке, вместе с домом притча, построенные архитектором Джоном Гоу Мимом были включены в Национальный реестр исторических мест США под номером 100003029.